# Коксвил (Арканзас)
Коксвил (енгл. Caulksville) град је у америчкој савезној држави Арканзас.

## Демографија
По попису из 2010. године број становника је 213, што је 20 (-8,6%) становника мање него 2000. године.
| Група             | 2000.       | 2010.       |
| Белци             | 222 (95,3%) | 206 (96,7%) |
| Афроамериканци    | 4 (1,7%)    | 2 (0,9%)    |
| Азијати           | 0 (0,0%)    | 0 (0,0%)    |
| Хиспаноамериканци | 2 (0,9%)    | 1 (0,5%)    |
| Укупно            | 233         | 213         |